# Koenigsegg Automotive
Koenigsegg Automotive AB ist ein schwedischer Kraftfahrzeughersteller von Supersportwagen.

## Geschichte
Das Unternehmen Koenigsegg wurde 1994 von Christian von Koenigsegg im schwedischen Ängelholm gegründet. Im Jahr 2000 begann die Serienproduktion.
Das Projekt der Herstellung eines Supersportwagens in Schweden wurde in der Entwicklungsphase unter anderem von Saab und Volvo sowie von vielen Zuliefererfirmen unterstützt. Das Ziel von Christian von Koenigsegg war es, ein Fahrzeug als „reine Fahrmaschine“, wie er es nannte, auf den Markt zu bringen. Geringes Gewicht, hohe Motorleistung und die Verwendung hochwertiger Materialien waren dabei wichtige Punkte.
Am 16. Juni 2009 einigte sich Koenigsegg mit dem amerikanischen Automobilhersteller General Motors, dessen insolvente schwedische Tochterfirma Saab zu kaufen. Die beteiligten Unternehmen hatten hierzu eine finanzielle Unterstützung von 450 Millionen Euro bei der Europäischen Investitionsbank beantragt, die von der schwedischen Regierung abgesichert werden sollte.
Am 24. November 2009 sagte Koenigsegg seine Pläne mit Saab jedoch überraschend ab.

## Produkte

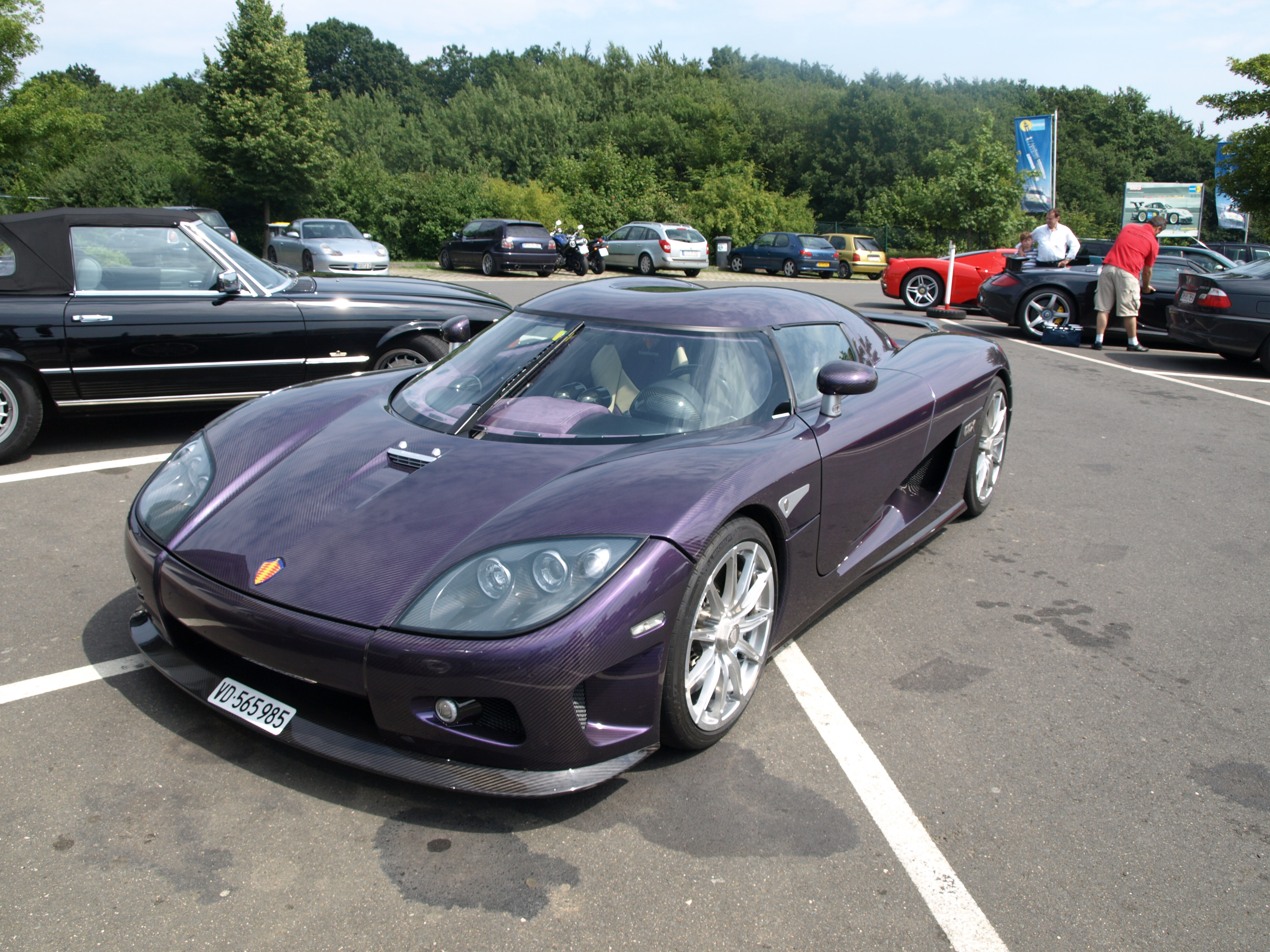
Koenigsegg CCX

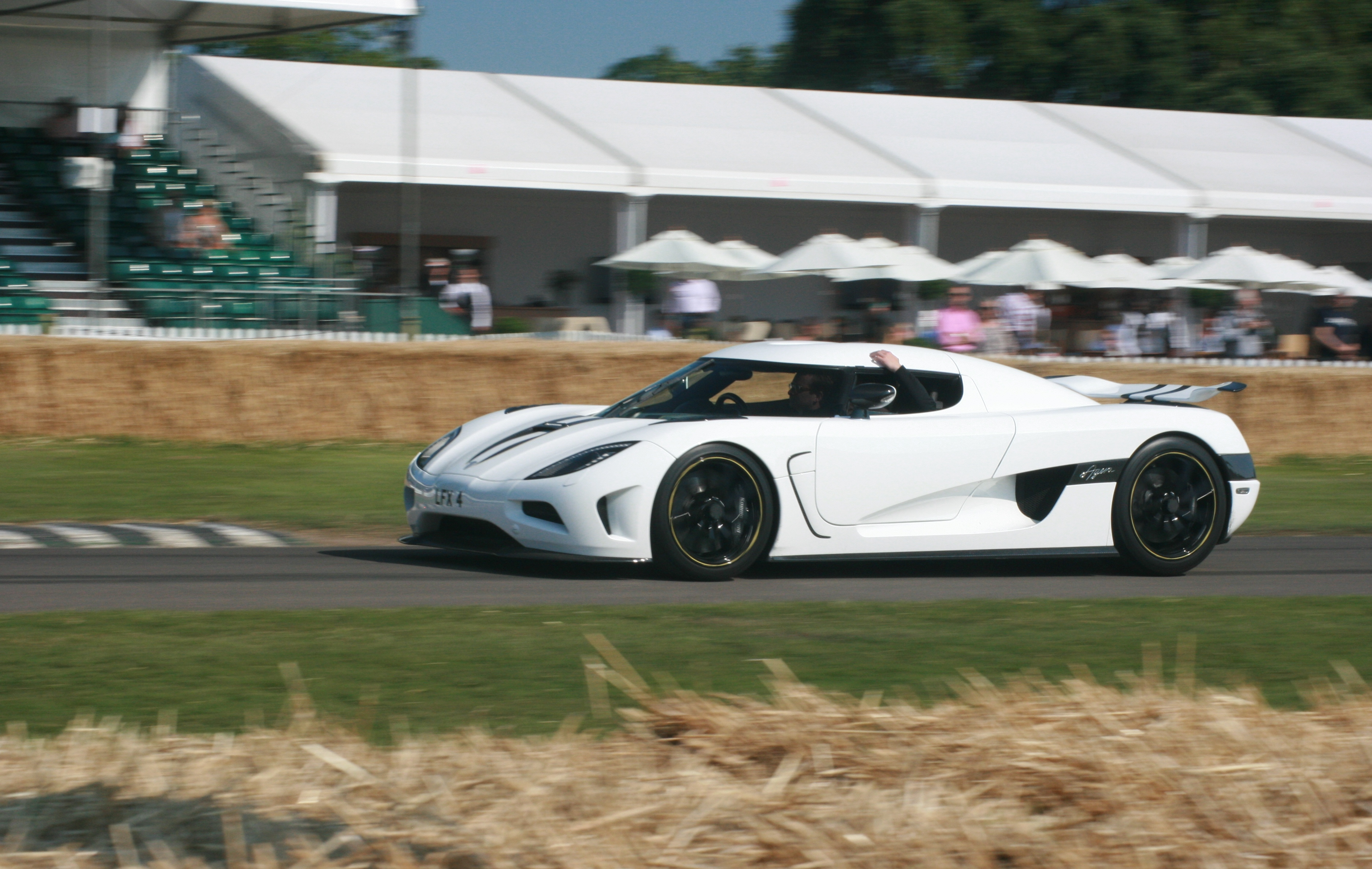
Koenigsegg Agera R

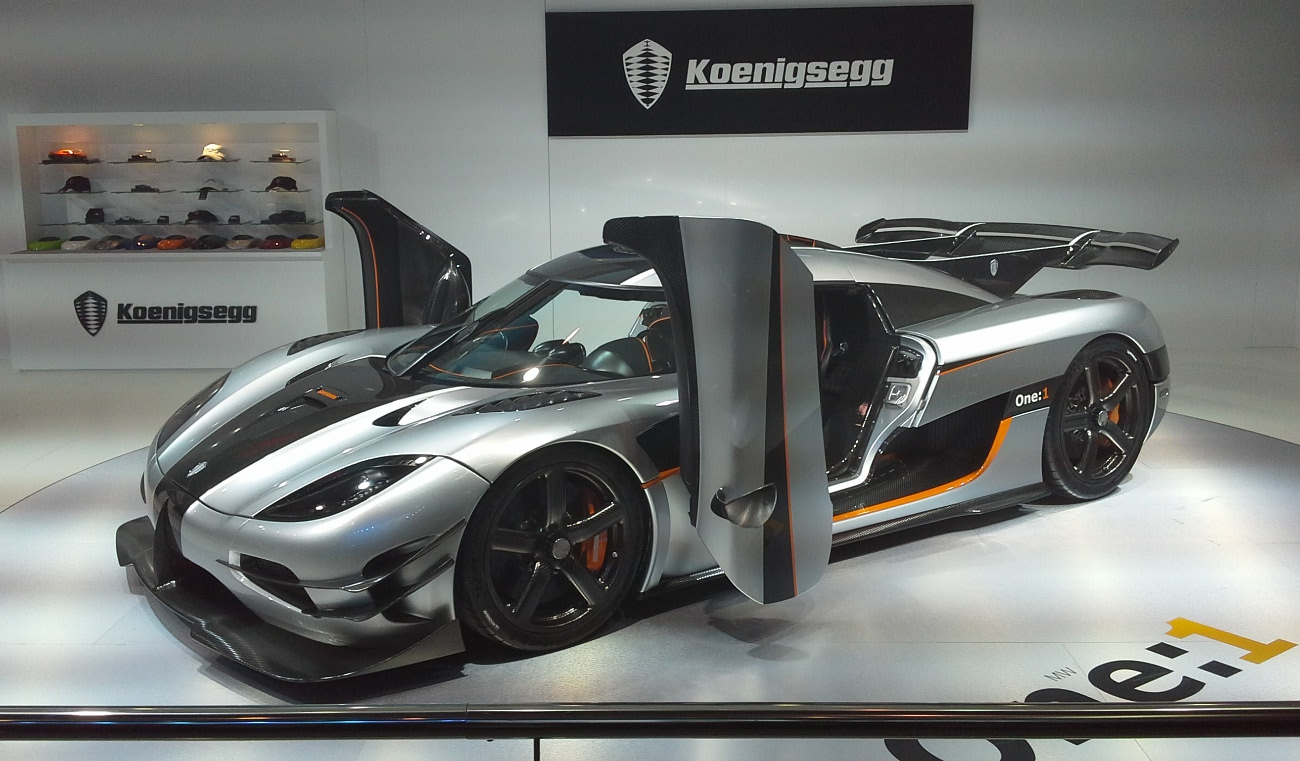
Koenigsegg One:1

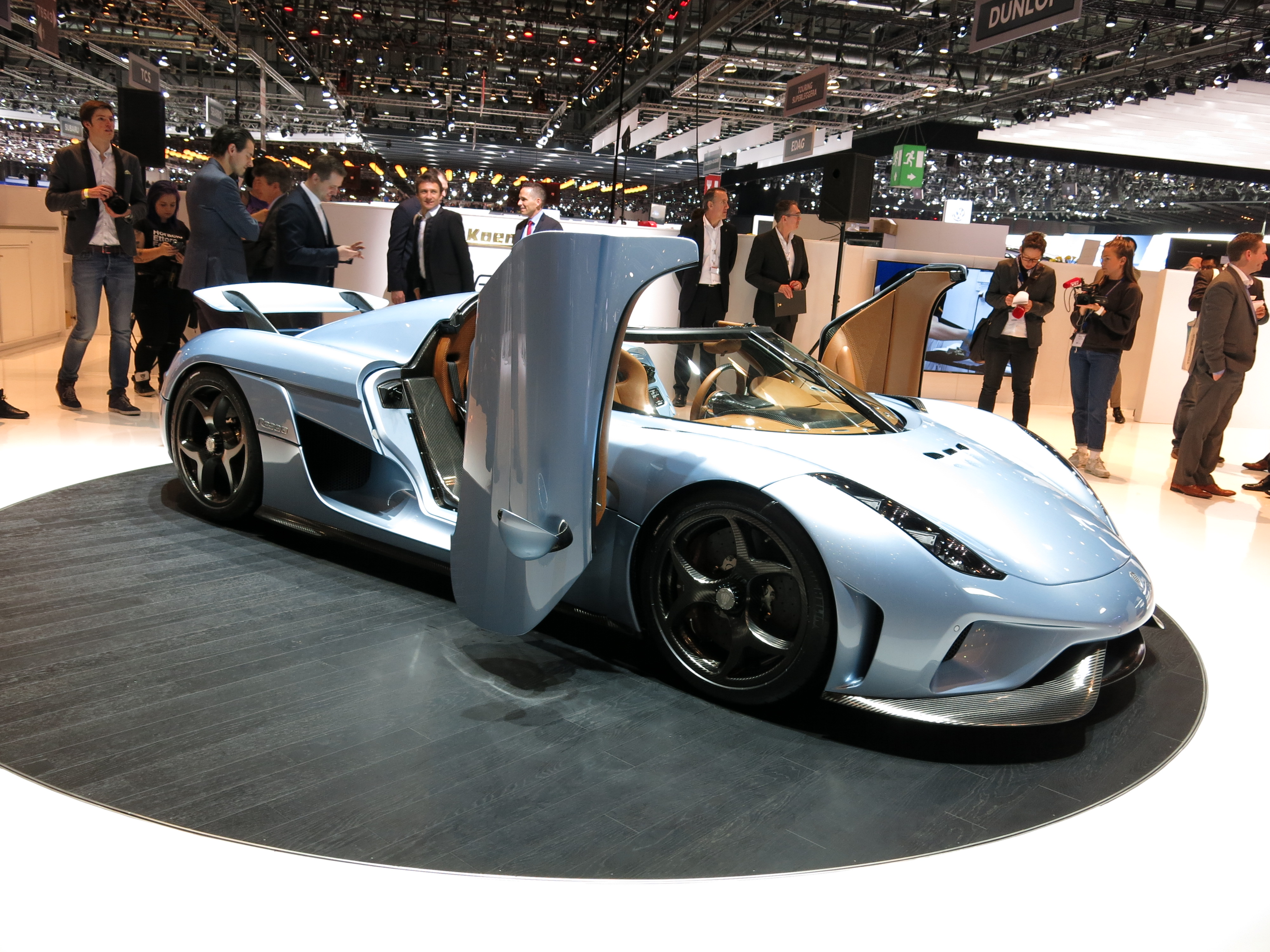
Koenigsegg Regera

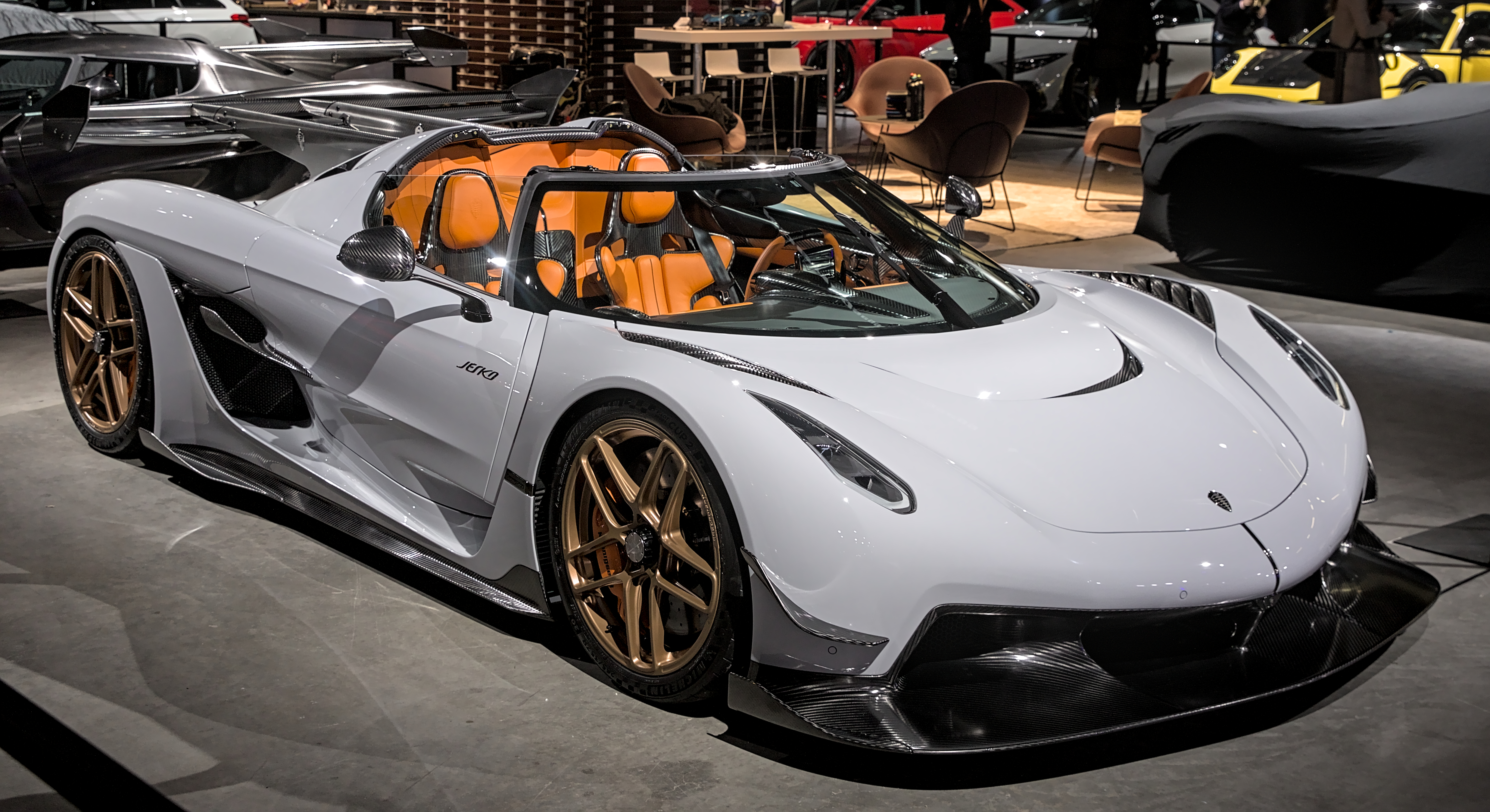
Koenigsegg Jesko

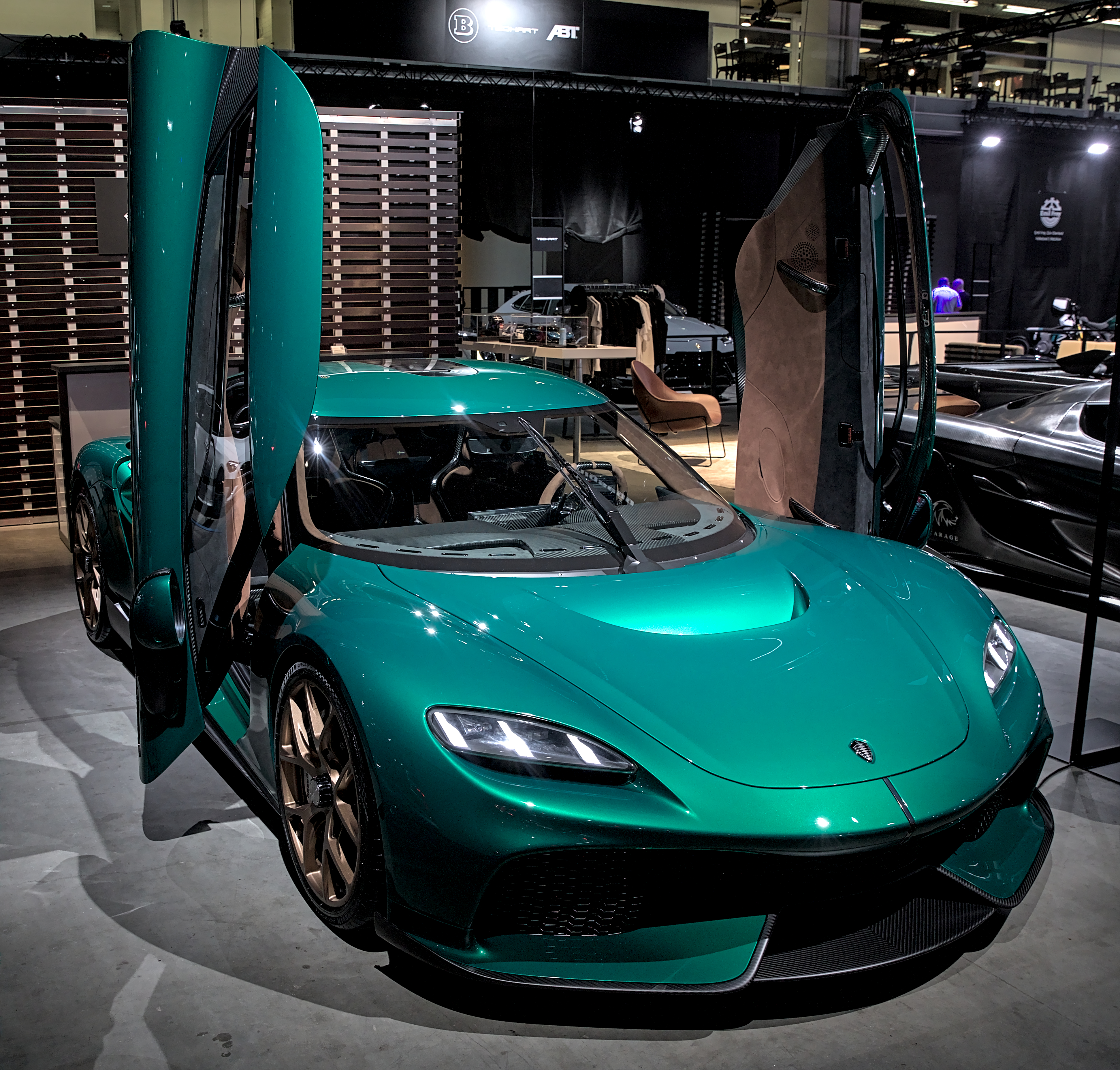
Koenigsegg Gemera

Die bisher auf den Markt gebrachten Modelle sind der Koenigsegg CC8S sowie die darauf basierenden Varianten CCR, CCX, CCXR und die Rennversion CCGT sowie die Sonderedition CCXR Edition mit nur einem nach Deutschland verkauften Modell 2010. 2011 erschienen die Nachfolgemodelle Agera sowie Agera R. 2014 wurde das auf sechs Stück limitierte Sondermodell One:1 vorgestellt, das auf dem Genfer Autosalon erstmals zu sehen war. Ein Jahr später wurden der Koenigsegg Regera, ein Plug-in-Hybrid mit einer kombinierten Leistung von 1110 kW, sowie der Koenigsegg Agera RS, eine erweiterte Rennversion des Koenigsegg Agera R, vorgestellt.
Auf dem Genfer Auto-Salon im März 2019 präsentierte das Unternehmen mit dem Koenigsegg Jesko ein neues Topmodell.
Am 3. März 2020 präsentierte Koenigsegg in Genf den Gemera, der vom Unternehmen als „Mega-GT“ bezeichnet wird. Es ist das erste viersitzige Fahrzeug des Herstellers und wird von drei Elektromotoren und einem Zweiliter-Dreizylinder-Ottomotor als Plug-in-Hybrid angetrieben.
Mit dem Motor des Jesko angetrieben wird der im August 2022 vorgestellte CC850, der eine Hommage an den CC8 von 2002 sein soll. Der Supersportwagen ist auf 70 Exemplare limitiert und soll das stärkste Serien-Fahrzeug mit Schaltgetriebe sein.
Im Sommer 2025 wurde der Sadair auf Basis des Jesko präsentiert.
Im Jahr 2013 stellte Koenigsegg die Free-Valve-Technik vor. Sie steuert die Ventile durch pneumatisch-hydraulisch-elektrische Aktuatoren. Dadurch lassen sich die Ventile variabel öffnen und schließen (Dauer und Hub) und optimal an den jeweiligen Motorzustand anpassen. Der Verzicht auf Nockenwelle und Zahnriemen bedeutet gleichzeitig weniger Reibung, was insgesamt bei geringerem Verbrauch eine höhere Leistung des Motors ermöglicht.

## Produktionsstätte
Die Fahrzeuge werden im Valhall-Park, einem Gewerbegebiet bei Ängelholm, hergestellt. Ein begrenztes Kontingent an Besichtigungen der Produktionsstätten wird auf der Homepage angeboten.

## Auszeichnungen
- Red Dot Award für exzellentes Design
- Nationaler Schwedischer Design Preis – Utmärkt Svensk Form
- Entrepreneur des Jahres (Nomination) – Företagarna Sweden
- Powercar Supersportwagen Import der Jahre 2007 und 2008 – Auto Zeitung Deutschland